# Konkrete Fotografie
Als Konkrete Fotografie wird (im Gegensatz zum Begriff Abstrakte Fotografie) in der modernen und zeitgenössischen Kunst eine Fotografie bezeichnet, in der der fotografische Prozess und die Fotografie als Objekt selbst in den Vordergrund treten. Die Abbildung von Gegenständen oder Personen, wie sie in der dokumentarischen oder inszenierten Fotografie wesentlich ist, wird hierbei zweitrangig. Die Konkrete Fotografie ist damit ein Teilgebiet der Konkreten Kunst und tritt neben andere ihrer Teilgebiete wie Konkrete Malerei, Konkrete Musik oder Konkrete Poesie. Fotografien, die als Konkrete Fotografie bezeichnet werden können, sind seit Anfang des 20. Jahrhunderts bekannt – der Begriff selbst aber wurde 1967 erstmals benutzt und als Bezeichnung einer eigenständigen Kunstgattung etabliert. 
Konkrete Fotografien sind „reine“ Fotografien. Sie thematisieren und realisieren „sich selbst“ und finden ihre Gegenstände ausschließlich in ihren eigenen, innerbildlichen Gesetzmäßigkeiten. Sie wollen nicht „sichtbar machen“, sondern nur „sichtbar sein“. Ihr Merkmal ist die Selbstbezüglichkeit. Dabei greifen sie auf die ureigensten Mittel der Fotografie zurück: das Licht, ihre besonderen lichtempfindlichen Materialien, ihre generativen Prozesse, den Apparat. Es entstehen eigenständige, nicht gegenständliche Fotografien eigener Art, Objekte ihrer selbst, Fotografien der Fotografie. 

## Theorie und Geschichte
Im Bannkreis des englischen Vortizismus schuf der 1882 in Boston geborene Fotograf  Alwin Langdon Coburn 1917 in London eine Reihe von Fotokompositionen, die er „Vortographs“ (Wirbelbilder) nannte. Sie zeigen geometrische Hell-Dunkel-Formationen, wie sie allein durch Reflexion und Brechung von Licht durch Prismen und an Spiegeln entstehen. Ein Jahr zuvor hatte Coburn sein ästhetisches „Programm“ umschrieben, indem er eine Ausstellung vorschlug, „in der das Interesse am Bildgegenstand das Gefühl für außergewöhnliche Aspekte übersteigt. Ein Gefühl für Form und Struktur ist vor allem von Bedeutung...“  Beides kann als Grundlegung für die Theorie und Praxis der Konkreten Fotografie gelten – obwohl dieser Ausdruck damals noch nicht existierte. Er entstand erst später, nachdem sich entsprechende Werke und Begriffe für die Malerei, so durch Kandinsky (1910),  van Doesburg (1930) und die Schweizer Konkreten Maler in den Jahren danach durchgesetzt hatten.
Weitere Stationen konkreter Fotografie sind die „Schadographien“ von Christian Schad, die 1918 unter dem Einfluss der Dada-Bewegung in Zürich entstanden, die „Rayographs“ von Man Ray als surrealistische Anklänge an das „automatische Schreiben“ sowie vor allem die am Bauhaus unter konstruktiven Vorzeichen entstandenen  Fotogramme,  Luminogramme und  Fotomontagen der 1920er Jahre von László Moholy-Nagy. Eine „konkrete“, rein am Fotomaterial orientierte tschechische Fotoszene der Zwischenkriegszeit mit Jaroslav Rössler, František Drtikol und anderen ergänzt das Bild.
Nach dem Zweiten Weltkrieg fand die Entwicklung mit der Gruppe „fotoform“ (Köln 1950),  der „Experimentelle Fotografie“ von  Heinz Hajek-Halke (1955),  sowie der Ausstellung „Ungegenständliche Fotografie“ (Basel 1960)  ihre Fortsetzung – bis der Begriff „Konkrete Fotografie“ als erste Manifestation dieser Kunstform mit einem Ausstellungstitel für die Arbeiten von vier Schweizer Avantgardefotografen erschien (Bern 1967).  Ein Jahr später wurde eine ähnliche Ausstellung zum Titel „Generative Fotografie“ (Bielefeld 1968)  mit konkreten Fotoarbeiten zur generativen Ästhetik (Max Bense)  gezeigt. Nach weiteren Stationen bot die Ausstellung „Abstrakte Fotografie“ (Bielefeld 2000)  einen breiteren Überblick zum Thema unter Einschluss konkreter Tendenzen von ihren Anfängen bis dahin.
Eine Neubewertung der Konkreten Fotografie fand unter kunsthistorischen Aspekten mit ihrer Einbindung in die Sammlung „Peter C. Ruppert: Konkrete Kunst in Europa nach 1945“ statt, die seit 2002 als Dauerausstellung im Museum im  Kulturspeicher Würzburg zu sehen ist.  Das erste Buch mit dem Titel „Concrete Photography/Konkrete Fotografie“ erschien 2005.  Die erste internationale künstlerisch-wissenschaftliche Tagung fand 2006 in Gmunden, Oberösterreich statt.

### Liste von Fotografen der Konkreten Fotografie
| - William Anastasi (USA 1933) - Renato Barisani (I 1918–2011) - Monika Baumgartl (D 1942) - Manfred Bogner (D 1967) - Andreas Bohnenstengel (D 1970) - Jörg Boström (D 1936) - Kilian Breier (D 1931–2011) - Marco Breuer (D 1966) - Francis Joseph Bruguière (USA 1879–1945) - Richard Caldicott (GB 1962) - Rolf Cavael (D 1898–1979) - Chargesheimer (D 1924–1972) - Alvin Langdon Coburn (GB 1882–1966) - Pierre Cordier (B 1933) - Maks Dannecker (D 1976) - Björn Dawid Dawidsson (S 1949) - Liz Deschenes (USA 1966) - Jan Dibbets (NL 1941) - Inge Dick (A 1941) - František Drtikol (CZ 1983–1961) - Walter Ebenhofer (A 1982) - Hugo Erfurth (D 1874–1948) - Winfred Evers (NL 1954) - Ralf Filges (D 1954) - Adam Fuss (GB 1961) - Vesko Gösel (D 1983) - Hein Gravenhorst (D 1937) - Hetum Gruber (D 1937) - Heinz Hajek-Halke (D 1898–1983) - Raoul Hausmann (A/F 1886–1971) - Heinrich Heidersberger (D 1906–2006) - Tom Heikaus (D 1964) - John Hilliard (GB 1945) | - Karl Martin Holzhäuser (D 1944) - Roger Humbert (CH 1929) - Lotte Jacobi (D/USA 1896–1990) - Gottfried Jäger (D 1937) - Dai-jong Jeon (ROK 1970) - Manfred Kage (D 1935–2019) - Barbara Kasten (USA 1936) - Peter Keetman (D 1916–2005) - Herwig Kempinger (A 1957) - György Kepes (H/USA 1906) - Gunther Keusen (D 1939) - Kazuyo Kinoshita (J 1939–1997) - William Klein (USA 1928) - Nikolaus Koliusis (D 1953) - Jens Knigge (D 1964) - Rolf H. Krauss (D 1930) - Joachim Lischke (D 1923) - René Mächler (CH 1936–2008) - Edward Mapplethorpe (USA 1960) - Jakob Mattner (D 1946) - Dóra Maurer (H 1937) - Uwe Meise (D 1956–1990) - László Moholy-Nagy (H/USA 1895–1946) - Karl-Hermann Möller (D 1958) - Ugo Mulas (I 1928–1973) - Andreas Müller-Pohle (D 1951) - Josef H. Neumann (D 1953) - Floris M. Neusüss (D 1937) - Rudolf Ortner (D 1912–1997) - Roderick Packe (GB 1961) - Timm Rautert (D 1941) - Man Ray (USA 1890–1976) | - Neil Reddy (GB 1964) - Christiane Richter (D 1963) - Helen Robertson (GB 1959) - Alexander Michailowitsch Rodtschenko (RUS 1891–1956) - Jaroslav Rössler (CZ 1902–1990) - Andrzej Rózycki (PL) - Jack Sal (USA 1954) - Christian Schad (D 1894–1982) - A. T. Schaefer (D 1944) - Xanti Schawinsky (CH 1904–1979) - John Schuetz (USA 1944) - Michael Schuster (A 1956) - Hartwig Schwarz (D 1953) - Günther Selichar (A 1961) - Arthur Siegel (USA 1913–1978) - Gar Smith (CAN 1946) - Otto Steinert (D 1915–1978) - Claus Stolz (D 1963) - Carl Strüwe (D 1898–1988) - Kurt Laurenz Theinert (D 1963) - Wolfgang Tillmans (D 1968) - Timm Ulrichs (D 1940) - James Welling (USA 1951) - Kurt Wendlandt (D 1917–1998) - Kanji Wakae (J 1944) - Albrecht Zipfel (D 1944) |

Quelle